# Jang In-gwon
Jang In-gwon (kor. 장인권, ur. 17 listopada 1945) – południowokoreański judoka. Olimpijczyk z Monachium 1972, gdzie zajął dwunaste miejsce w wadze półśredniej.
Piąty na mistrzostwach świata w 1969 roku.

## Letnie Igrzyska Olimpijskie 1972
| Konkurencja | Rundy eliminacyjne       | Rundy eliminacyjne   | Klas. końcowa |
| Konkurencja | Przeciwnik I             | Przeciwnik II        | Miejsce       |
| ----------- | ------------------------ | -------------------- | ------------- |
| 70 kg       | Luciano Di Palma (ITA) Z | Patrick Vial (FRA) P | 12.           |